# Ó do Borogodó (bar)
Ó do Borogodó é um bar localizado na Rua Horácio Lane, 21, Pinheiros, São Paulo. O bar foi fundado em 2001 pelos irmãos Leonardo e Stefânia Gola Piacentini. Ele também é conhecido por servir de casa de samba e choro e é um reduto da vida boêmia da classe média da cidade. Ele é premiado por quase todos os rankings de vida noturna de São Paulo.

## História
Leonardo e Stefânia compraram o terreno em 2001. Ele ficava atrás de um cemitério e logo foi "isolado" por dois comércios. O estabelecimento ficou conhecido por resistir a especulação imobiliária na região. Entre os músicos que se apresentaram no bar, estão Dona Inah, João Borba, os violinistas Alessandro Penezzi, Zé Barbeiro e Gian Correa, o flautista João Poleto, e o percussionista Douglas Alonso. A banda de Leonardo, Pau D’água, tocou no bar de 2001 a 2012. Além da música, a casa também era conhecida por sua feijoada.
O bar precisou fechar durante a Pandemia de COVID-19 e se sustentou apenas com lives no YouTube e a venda de feijoada por delivery. Ele recebeu um anúncio de despejo caso as dívidas não fossem quitadas. Por isso, seu fechamento foi anunciado em maio de 2020. Porém, os frequentadores lançaram uma vaquinha online para arrecadar R$ 300 mil e quitar as dívidas. Em agosto de 2023, Stefânia Gola entrou, através do Instituto Casa da Cidade, com um pedido para a prefeitura para que ele fosse considerado uma Zona Especial de Preservação Cultural. O Conselho Municipal de Preservação do Patrimônio de São Paulo aceitou o pedido de avaliação em novembro. Até o mesmo mês, a petição online "Fica Ó" atingiu 2,9 mil signatários. Em dezembro, o bar conseguiu arrecadar dinheiro o suficiente para retomar suas atividades.